# چری بوستوس
چری بوستوس (به انگلیسی: Cheri Bustos) نمایندهٔ حوزه انتخابیه هفدهم ایلی‌نوی از حزب دموکرات ایالات متحده آمریکا در مجلس نمایندگان ایالات متحده آمریکا است که برای نخستین بار در ۶ ژانویه ۲۰۱۳ میلادی به‌عضویت این مجلسدرآمد.